# Gytha de Wessex
Gytha de Wessex (en anglosajón: Gȳð) (n. ¿? ca 1057-Palestina, 10 de marzo de 1098 ó, Wessex, 7 de mayo de 1107)  fue una de las tantas hijas de Edith Swanneck con Harold II, el último rey anglosajón de Inglaterra. 
Según Saxo Grammaticus, dos de los hijos de Harold y una hija se escaparon a la corte de su tío, el rey Svend Estridsson de Dinamarca, donde fueron tratados por Svend con hospitalidad; su hermana se casó con Waldemar, rey de Rutenia, es decir, con Vladímir II Monómaco, uno de los más famosos gobernantes del Rus de Kiev.
Gytha fue la madre de Mstislav el Grande, último gobernante del Rus unificado. En las sagas nórdicas, Mstislav es llamado Harald como su abuelo. Gytha de Wessex se recluyó, alrededor del año 1096, en un convento, donde falleció como monja el 7 de mayo de 1107. Algunos autores suponen que siguió a Godofredo de Bouillón en la Primera Cruzada y murió en Palestina, posiblemente en 1098, un año después de que Vladímir Monómaco se casara con otra mujer.

## Hijos
Sus hijos fueron:
1. Mstislav el Grande (1076-1132)
2. Iziaslav Vladímirovich, Príncipe de Kursk (†6 de septiembre de 1096)
3. Sviatoslav Vladímirovich, Príncipe de Smolensk y Pereyáslav (†16 de marzo de 1114)
4. Yaropolk II de Kiev (†18 de febrero de 1139)
5. Viacheslav I de Kiev (†2 de febrero de 1154)